# Barbie: Videójáték kaland
A Barbie: Videójáték kaland (eredeti cím: Barbie Video Game Hero) 2017-ben bemutatott egész estés amerikai 2D-s / 3D-s számítógépes animációs film. A forgatókönyvet Nina G. Bargiel írta, a zenéjét Becky Kneubuhl szerezte, a producerei Sarah Serata és Julia Pistor voltak.
Amerikában 2017. január 17-én vetítették le a televízióban.

## Szereplők
| Szereplő                   | Eredeti hang       | Magyar hang     | Leírás |
| -------------------------- | ------------------ | --------------- | ------ |
| Barbie                     | Erica Lindbeck     | Vágó Bernadett  |        |
| Bella                      | Rebekah Asselstine | Vadász Bea      |        |
| Kris                       | Brad Swaile        | Markovics Tamás |        |
| Gaia                       | Nesta Cooper       |                 |        |
| Maia / Renee               | Shannon Chan-Kent  |                 |        |
| Vírus / Mókusok            | Sam Vincent        |                 |        |
| Cuki / Videójáték narrátor | Michael Dobson     | Előd Álmos      |        |
| Crystal                    | Ingrid Nilson      | Kántor Kitty    |        |